# Caterpillar 777

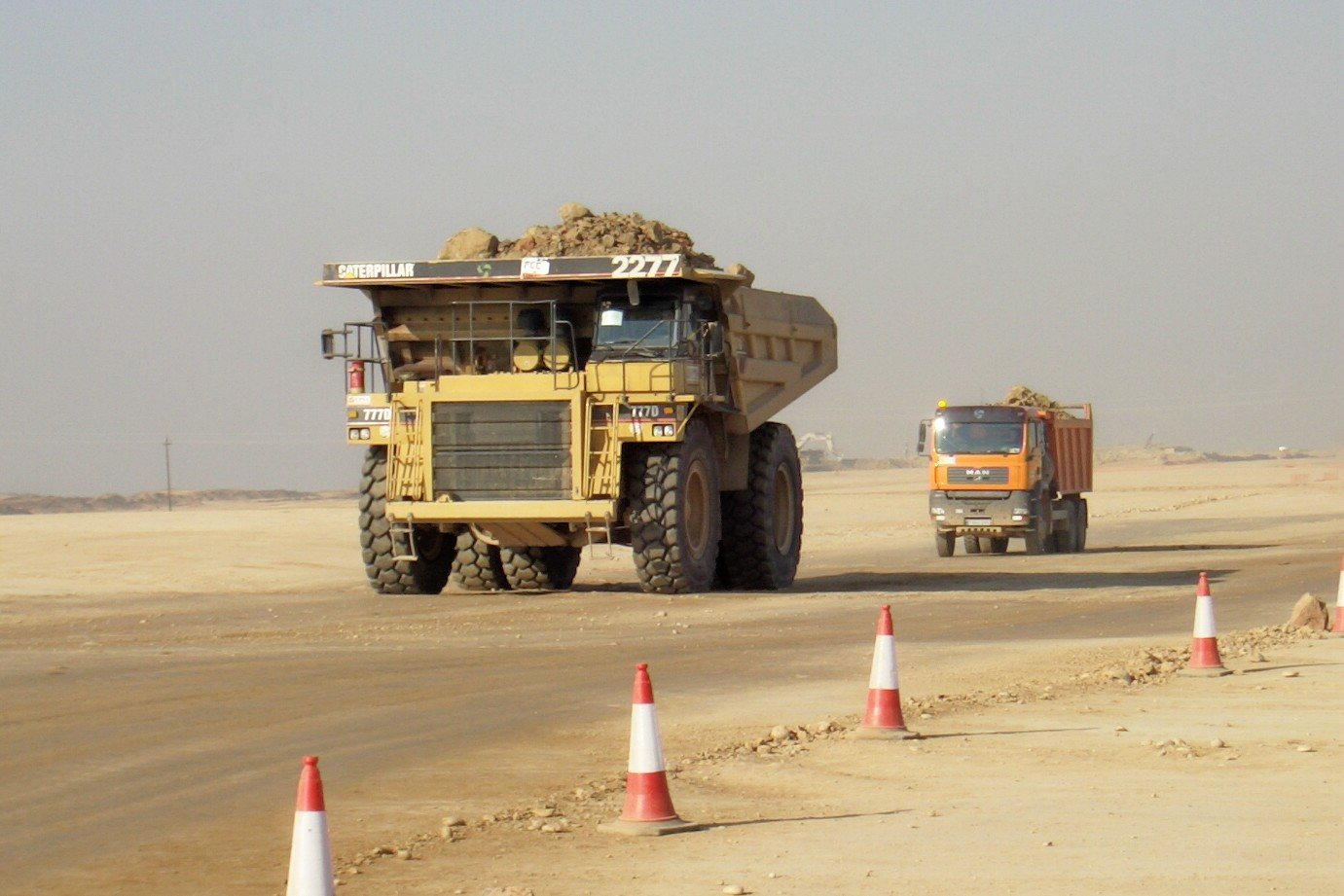
Caterpillar 777D, за которым следует самосвал обычного размера.

Caterpillar 777 — это 100-тонный карьерный самосвал, обычно используемый на открытых горных работах. Производится компанией Caterpillar Inc.
Первая модель Caterpillar 777 была представлена в 1974 году. Его дизельный двигатель способен развивать 870 лошадиных сил (640 кВт). Модель 777D, представленная в 1996 году, боснащена дизельным двигателем мощностью 938-лошадиных сил (690 кВт).

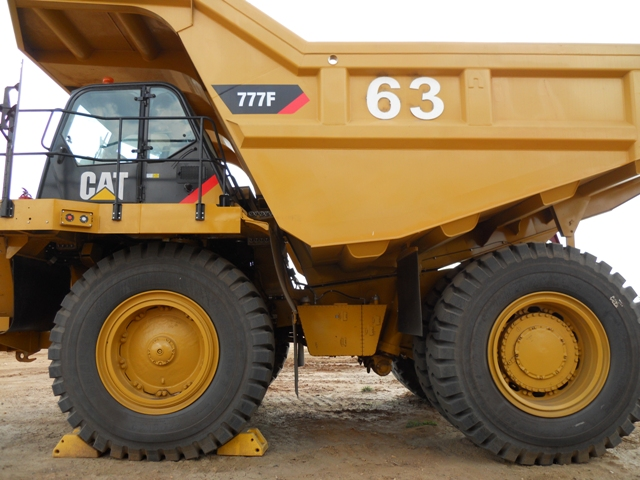
Вид сбоку